# Vidalia thailandica
Vidalia thailandica är en tvåvingeart som beskrevs av Albany Hancock och Drew 1994. Vidalia thailandica ingår i släktet Vidalia och familjen borrflugor.
Artens utbredningsområde är Thailand. Inga underarter finns listade i Catalogue of Life.